# Cricotopus beckeri
Cricotopus beckeri är en tvåvingeart som beskrevs av Hirvenoja 1973. Cricotopus beckeri ingår i släktet Cricotopus och familjen fjädermyggor.
Artens utbredningsområde är Madeira. Arten har ej påträffats i Sverige. Inga underarter finns listade i Catalogue of Life.